# Navenne
Navenne – miejscowość i gmina we Francji, w regionie Burgundia-Franche-Comté, w departamencie Górna Saona.
Według danych na rok 1990 gminę zamieszkiwało 1629 osób, a gęstość zaludnienia wynosiła 417 osób/km² (wśród 1786 gmin Franche-Comté Navenne plasuje się na 97. miejscu pod względem liczby ludności, natomiast pod względem powierzchni na miejscu 891.).